# Xanthodonta unicornis
Xanthodonta unicornis är en fjärilsart som beskrevs av Sergius G. Kiriakoff 1961. Xanthodonta unicornis ingår i släktet Xanthodonta och familjen tandspinnare. Inga underarter finns listade i Catalogue of Life.